# Криптія
Крі́птія (грец. κρυπτεία, від дав.-гр. κρυπτός — прихований, таємний) — каральний захід, який організовувався щоосені спартанською рабовласницькою державою (Стародавня Греція) для залякування ілотів. Сучасними істориками вважається, що кріптії здійснювалися учасниками спеціально навчених загонів.

## Перебіг
Фукідід писав, що періодично спартіати обирали близько 2 тис. найвідважніших ілотів, яким обіцялася свобода. Їм вручалися вінки на знак звільнення і ці ілоти вирушали відвідати храми богами. Проте вночі всі вони таємниче зникали.
Плутарх описує перебіг кріптій так:

| Ось як відбувалися кріптії. Час від часу влада відправляла вештатися по околицях молодих людей, які вважалися найкмітливішими, давши їм лише короткі мечі і необхідний запас провізії. Вдень вони відпочивали, ховаючись по затишних кутках, а вночі, покинувши свої притулки, вбивали всіх ілотів, яких захоплювали на дорогах. Нерідко вони обходили і поля, вбиваючи найміцніших та сильних ілотів[2]. |
Щоб мати формально законне виправдання вбивств ілотів, ефори щорічно оголошували ілотам війну. Можливо, що до участі в кріптіях залучалися не будь-які спартіати, а спеціальні загони, орієнтовані на ведення партизанської війни. Це суперечить усталеному образу спартанців як прихильників відкритого бою, проте партизанська боротьба раціональна в природних умовах Греції. Американський історик Майкл Флавер припускав, що легендарні 300 спартанців, що виступили проти персів у битві при Фермопілах, були учасниками кріптій.

## Мета
Британський історик античності Пол Картледж писав, що метою кріптій було запобігання повстанням ілотів. У щорічних кріптіях убивали найсильніших ілотів, які могли скласти ядро постання, а решту це тримало в страху. Таке становище сприяло розподілу праці, за якого спартіати могли виділяти решту часу вправлянню у військовій справі. Віктор Девід Гансон характеризував кріптії як ранню форму таємної поліції, призначеної усувати потенційних заколотників і залякувати населення.